# Alsea (volk)

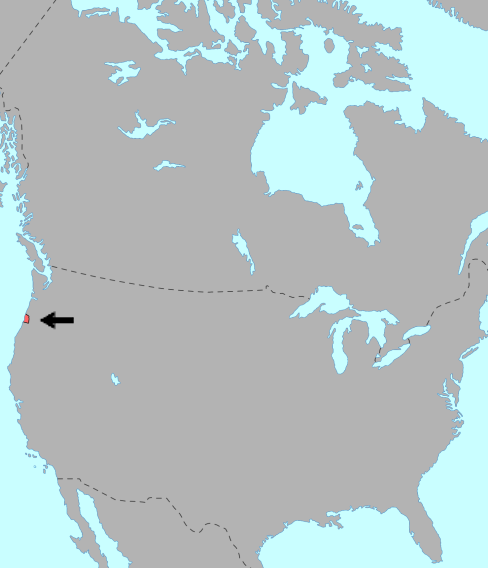
Oorspronkelijke leefgebied van de Alsea

De Alsea waren een indiaans volk uit het westen van Oregon in de Verenigde Staten. De naam Alsea komt van /alsíiya/, de naam die de Tillamook en Coos, hun buurvolken, aan hen gaven.
De Alsea leefden oorspronkelijk rond de Alsea Bay en de monding van de rivier de Alsea. Ze zijn als zelfstandige groep uitgestorven, hoewel sommigen zich vermengd kunnen hebben met de Confederated Tribes of Siletz. Veel leden van deze federaal erkende confederatie wonen in het indianenreservaat Siletz Reservation, waar ook de laatste Alsea waren geplaatst. De Alsea hebben veel te lijden gehad van de komst van blanken en van door blanke meegebrachte ziekten, waar zij geen weerstand tegen hadden. Het aantal leden van het volk daalde van drieduizend in 1774 naar zeventienhonderd in 1806. In de 19e eeuw stabiliseerde de situatie zich en het aantal Alsea groeide licht tot hun volk in 1875 achttienhonderd mensen telde. Daarna ging het echter bergafwaarts, zodat er in 1961 nog maar 12 Alsea over waren.
Over de cultuur van de Alsea is weinig bekend. Zoals veel volken in de regio joegen ze op zeehonden en zeeleeuwen, visten ze op zalm en deden ze aan head flattening. Hun rond 1960 uitgestorven taal is nauw verwant aan die van de Yaquina. Wegens een gebrek aan bronnen is het moeilijk de precieze verwantschap aan te geven, maar onder meer de taalkundige Marianne Mithun (1999) beschouwt beide talen als mogelijke varianten van een en dezelfde taal, het Alsea of Yakonan. 